# Nahuel Carabaña
Nahuel Carabaña (ur. 10 listopada 1999) – andorski lekkoatleta specjalizujący się w biegach długodystansowych.
W 2021 zdobył brązowy medal w biegu na 3000 metrów z przeszkodami podczas młodziezowych mistrzostw Europy w Tallinnie. Srebrny medalista czempionatu ibero-amerykańskiego (2022).
W 2022 startował na mistrzostwach Europy w Monachium, podczas których przerwał swój bieg w eliminacjach 3000 metrów z przeszkodami, aby udzielić pomocy kontuzjowanemu Axelowi Vangowi Christensenowi. Gdy na miejscu zjawili się medycy, Carabaña, pomimo braku szans na awans do finału, wrócił do rywalizacji.
Wielokrotny rekordzista Andory oraz reprezentant kraju na drużynowych mistrzostwach Europy.

## Osiągnięcia
| Rok  | Impreza                                   | Miejsce   | Konkurencja                   | Lokata      | Wynik   |
| ---- | ----------------------------------------- | --------- | ----------------------------- | ----------- | ------- |
| 2016 | Mistrzostwa Europy juniorów młodszych     | Tbilisi   | bieg na 2000 m z przeszkodami | eliminacje  | 6:05,76 |
| 2017 | Mistrzostwa Europy juniorów               | Grosseto  | bieg na 3000 m z przeszkodami | eliminacje  | 9:48,38 |
| 2017 | Mistrzostwa Europy w biegach przełajowych | Šamorín   | bieg juniorów                 | 43. miejsce | 19:39   |
| 2018 | Mistrzostwa świata juniorów               | Tampere   | bieg na 3000 m z przeszkodami | eliminacje  | 9:37,30 |
| 2018 | Mistrzostwa Europy w biegach przełajowych | Tilburg   | bieg juniorów                 | 52. miejsce | 19:26   |
| 2019 | Młodzieżowe mistrzostwa Europy            | Gävle     | bieg na 3000 m z przeszkodami | 15. miejsce | 9:21,17 |
| 2019 | Mistrzostwa Europy w biegach przełajowych | Lizbona   | bieg młodzieżowców            | 46. miejsce | 26:03   |
| 2021 | Młodzieżowe mistrzostwa Europy            | Tallinn   | bieg na 3000 m z przeszkodami | 3. miejsce  | 8:39,17 |
| 2021 | Mistrzostwa Europy w biegach przełajowych | Dublin    | bieg młodzieżowców            | 68. miejsce | 26:48   |
| 2022 | Mistrzostwa ibero-amerykańskie            | La Nucia  | bieg na 3000 m z przeszkodami | 2. miejsce  | 8:35,19 |
| 2022 | Igrzyska śródziemnomorskie                | Oran      | bieg na 1500 m                | 12. miejsce | 3:51,89 |
| 2022 | Mistrzostwa Europy                        | Monachium | bieg na 3000 m z przeszkodami | eliminacje  | 9:37,74 |
| 2022 | Mistrzostwa Europy w biegach przełajowych | Turyn     | bieg seniorów                 | –           | DNF     |
| 2023 | III dywizja drużynowych mistrzostw Europy | Chorzów   | bieg na 3000 m z przeszkodami | 1. miejsce  | 8:48,79 |
| 2023 | Mistrzostwa świata                        | Budapeszt | bieg na 3000 m z przeszkodami | eliminacje  | 8:27,05 |
| 2023 | Mistrzostwa Europy w biegach przełajowych | Bruksela  | bieg seniorów                 | 67. miejsce | 33:12   |
| 2024 | Mistrzostwa Europy                        | Rzym      | bieg na 3000 m z przeszkodami | 7. miejsce  | 8:21,08 |
| 2024 | Igrzyska olimpijskie                      | Paryż     | bieg na 3000 m z przeszkodami | eliminacje  | 8:19,44 |
| 2025 | III dywizja drużynowych mistrzostw Europy | Maribor   | bieg na 1500 m                | 1. miejsce  | 3:45,31 |

## Rekordy życiowe
- Bieg na 3000 metrów (hala) – 7:54,02 (2024) rekord Andory
- Bieg na 5000 metrów – 14:05,16 (2023) rekord Andory
- Bieg na 10 000 metrów – 28:51,57 (2023) rekord Andory
- Bieg na 3000 metrów z przeszkodami – 8:16,04 (2024) rekord Andory